# Microchilus austrobrasiliensis
Microchilus austrobrasiliensis là một loài thực vật có hoa trong họ Lan. Loài này được (Porsch) Ormerod mô tả khoa học đầu tiên năm 2002.